# Senec
 Ovo je glavno značenje pojma Senec. Za Okrug pogledajte Okrug Senec.
Senec (mađ. Szenc) je grad u Bratislavskom kraju u zapadnoj Slovačkoj. Grad je upravno središte Okruga Senec.

## Zemljopis
Senec se nalazi u Podunavskoj nizini, 25 km sjeveroistočno od Bratislave. Udaljen je 27 km od Austrije i 28 km od Mađarske. Udaljen je od Beča 90 km, Budimpešte 230 km i Praga 350 km.
Grad se sastoji od četiri dijela Senec, Svätý Martin, Červený majer i Horný dvor.	

## Povijest
Grad se prvi put spominje 1252. godine.  Status grada ima od kraja 15. stoljeća. Današnje ime Senec koristi se od prve polovice 20. stoljeća, izvedeno od povijesnog imena Zemch i Szempc, njemači stari naziv grada je Wartberg. Senec je okružno središte od 1996. godine a bio je središte od 1949. do 1960. godine.

## Stanovništvo
| Godina:     | 1993.  | 2003.   | 2013.    | 2023.    |
| ----------- | ------ | ------- | -------- | -------- |
| Broj ljudi: | 14 810 | 15 030  | 17 806   | 20 192   |
| Razlika:    |        | +1,48 % | +18,46 % | +13,39 % |

| Godina:     | 2022.  | 2023.   |
| ----------- | ------ | ------- |
| Broj ljudi: | 20 115 | 20 192  |
| Razlika:    |        | +0,38 % |

Po popisu stanovništva iz 2001. godine grad je imao 14.673 stanovnika.

### Etnički sastav
- Slovaci - 76,60 %
- Mađari - 22,12 %
- Česi - 0,91 %
- Romi - 0,14 %
- Ukrajinci - 0,10 %
- Nijemci - 0,06 %

### Religija
- rimokatolici - 71,70 %
- ateisti - 12,89 %
- protestanti - 8,8 %
- grkokatolici  - 0,39 %
- pravoslavci - 0,16 %

## Gradovi prijatelji
- Mosonmagyaróvár, Mađarska
- Parndorf, Austrija
- Senj, Hrvatska

## Vanjske poveznice
- Službena stranica grada

### Ostali projekti
|  | Zajednički poslužitelj ima još gradiva o temi Senec |